# Брвинув (остановочный пункт)
Брвинув (пол. Brwinów) — остановочный пункт железной дороги в Брвинове, в Мазовецком воеводстве Польши. Имеет 1 платформу и 2 пути. Здание остановочного пункта состоит из пяти помещений, включая служебные и зал ожидания.

## История
Остановочный пункт, построен на линии Варшаво-Венской железной дороги в 1845 году и открыт 3 (15) августа для посадки и высадки пассажиров без багажа в местном сообщении. В 1873 году указывается что на полустанции Брвинов устроена платформа из гравия. В 1879 году построили беседку для пассажиров ожидающих поезда. В некоторых изданиях статус указывается как: остановочный пункт, платформа или полустанция. Согласно Журналу совета по железнодорожным делам за 1895 год на остановочном пункте Брвиново производится посадка и высадка пассажиров с багажом.
В 1897 году построен подъездной путь к кирпичному заводу С.Лильпопа, длиной 0,298 версты, и балластная ветвь, длиной 0,656 верты. Согласно извещению № 7821 сборника тарифов 1903 года тр 1435 от 15 января остановочный пункт производит операции: прием и высадка пассажиров без багажа в местном сообщении. В 1911 году кирпичный завод С.Лильпопа поменял собственника на Ковальского. В 1913 году остановочный пункт производит операции: прием и высадка пассажиров с багажом в местном сообщении.
В марте 2023 года началась реконструкция здания остановочного пункта, в ходе которой планировалось заменить оконные и дверные рамы, а также пол, создать новые перегородки, утеплить здание, а также сделать его пригодным для использования людям с ограниченными возможностями. Стены должны были быть выкрашены в бежевый или песочный цвет. Должен был появиться общественный туалет. Во время строительных работ не планировалась остановка железнодорожного движения. В апреле того же года Польские государственные железные дороги отменили проект реконструкции из-за превышения бюджета.